# The Last Dance (Spice 1)
The Last Dance è il settimo album in studio del rapper statunitense Spice 1, pubblicato nel 2000.

## Tracce
1. Player Pieces
2. 20/20's (feat. Bad Azz)
3. Who Can I Trust?
4. Murder Man Dance (feat. UGK)
5. Got Gunz (feat. Outlawz)
6. G.A.M.E.
7. Thug Thang Y2G (feat. Black C & Pimp C)
8. How We Ride
9. Ghetto Soldier (feat. Sean T & Crime Boss)
10. One Luv (feat. C-Bo)
11. Gunz & Money
12. Chocolate Philly (feat. MJG)